# Zaidín
Zaidín (katalánul: Saidí) község Spanyolországban, Huesca tartományban. Zaidín Ballobar, Alcarràs, Gimenells i el Pla de la Font, Fraga, Velilla de Cinca, Osso de Cinca és Belver de Cinca községekkel határos. Lakosainak száma 1785 fő (2024).

## Népesség
A település népessége az utóbbi években az alábbiak szerint változott:
| Lakosok száma | 1691 | 1721 | 1827 | 1729 | 1750 | 1837 | 1772 | 1763 | 1872 | 1785 |
|               | 2001 | 2004 | 2007 | 2009 | 2012 | 2014 | 2017 | 2019 | 2022 | 2024 |